# 憲德王
憲德王金彦昇（？—826年）是新罗第四十一代君主，昭聖王母弟。哀莊王十三岁即位时，叔父憲德王攝政，哀莊王十年，憲德王與其弟金悌邕入內作亂，哀莊王被弑，憲德王自立爲王。十四年以母弟金秀昇爲太子。在位十八年，諡憲德，葬於泉林寺北（今東泉府東五里）。

## 后妃
- 妃貴勝夫人金氏——角干金禮英女